# بار پالی
بار پالی (به انگلیسی: Bar Paly) (به عبری: בר פאלי) (به روسی: Варвара Александровна Палей) (زاده ۲۹ آوریل ۱۹۸۵) بازیگر، مدل آمریکایی-اسرائیلی است.
از فیلم‌های معروف او می‌توان به بازی در رنج و گنج، بدون توقف، نگاهی به درون ذهن و اصرار اشاره کرد.

## زندگی
پالی در نیژنی تاگیل شوروی به دنیا آمد. او در کودکی عاشق موسیقی بود و از چهار سالگی پیانو می‌نواخت. هنگامی که او هفت سال داشت خانواده‌اش به اسرائیل مهاجرت کردند و او در تل‌آویو بزرگ شد. در دوران مدرسه‌اش علاقه او به بازیگری باعث شد که او در دبیرستان در رشته هنر ثبت‌نام کند و در آنجا در آثار هنری ویلیام شکسپیر و برتولت برشت نمایشنامه بازی کرد.
پالی در سن ۱۷ سالگی فعالیت خود را در زمینه مدلینگ آغاز کرد. او به عنوان دختر روی جلد در چندین مجله از جمله ماکسیم، رولینگ استون و جی‌کیو ظاهر شده‌است. در سال ۲۰۰۳، او حرفه خود را به عنوان بازیگر شروع کرد و در نقش‌های مختلف برای تلویزیون از جمله در مستندنما اسرائیل ظاهر شد. پالی در سریال آشنایی با مادر، همسر شروع کننده و در سال ۲۰۰۸ در فیلم ترسناک ویرانه‌ها به ایفای تقش پرداخت. در سال ۲۰۱۳، پارلی در کنار مارک والبرگ و دواین جانسون در فیلم رنج و گنج به ایفای نقش پرداخت. از سال ۲۰۱۵، پالی نقش آناستازیا «آنا» را در سریال درام جنایی ان‌سی‌آی‌اس: لس آنجلس برعهد داشت. او در ماه مه ۲۰۱۴ به خاطر جلد کتاب آمریکای‌لاتین به عنوان جلد مجله انگلیسی انتخاب شد.

## زندگی شخصی
گفته می‌شود پالی یک روسی-یهودی است. او در سال ۲۰۰۷ با ایان کسنر، کارگردان کانادایی ازدواج کرد. او ۱۱ سال بعد در سال ۲۰۱۸ با استناد به «اختلافات غیرقابل توافق» درخواست طلاق کرد.
در اوت سال ۲۰۱۶، پالی شهروند آمریکایی شد.